# Hangover (песня Тайо Круса)
«Hangover» (с англ. — «Похмелье») — песня английского певца Тайо Круса с его третьего студийного альбома TY.O (2011), выпущенная 4 октября 2011 года в США, 18 октября 2011 года в Германии и 4 марта 2012 года в Великобритании, песня является международным ведущим синглом альбома и следует за «Troublemaker» в качестве второго британского сингла с альбома. Приглашённый исполнитель американский рэпер Flo Rida исполняет вокал. Другая альтернативная версия песни, под названием «Takeover», просочилась в Интернет через NewJams.net. А также эта песня входит в мини-альбом Круса The Fast Hits EP, который был выпущен в декабре 2012 года.

## История
В интервью Billboard Тайо сказал, что поклонники могут ожидать больше танцевальных треков в его предстоящем альбоме. Крус объяснил: «Новый альбом выйдет к концу года; он выйдет перед Рождеством. Новый сингл тоже выйдет очень, очень скоро». Он также сказал: «Это определённо будет больше похоже на темп, веселье, энергичную атмосферу, которую вы слышали на 'Break Your Heart', 'Higher' и 'Dynamite'». Говоря о потенциальном сотрудничестве, Крус рассказал: «Есть несколько гостей — Дэвид Гетта и Лудакрис ('Little Bad Girl') — но у нас есть ещё пара, которые тоже станут хорошими сюрпризами».
Он был написан в соавторстве и спродюсирован доктором Люком и Циркутом. Это третье сотрудничество доктора Люка с Тайо Крусом (после «Dynamite» и «Dirty Picture») и пятое сотрудничество с приглашенным вокалистом Flo Rida (после «Right Round», «Touch Me», «Who Dat Girl» и «Good Feeling»). Это также третья совместная работа Flo Rida и Cirkut после «Who Dat Girl» и «Good Feeling».

## Клип
Музыкальное видео, сопровождавшее релиз «Hangover», было выпущено на YouTube 25 октября 2011. Это длится в общей сложности 4 минуты и 49 секунд. Флоу Райда играет камео в видео, на котором видно, как Крус ведет скоростной катер по главной улице. Клип также включает актёра и комика Бобби Ли в костюме медведя, которого кормят из бутылочки в детской кроватке, а также визуализирует вечеринку на частном самолёте. Видео заканчивается короткой сценой, в которой Ли выбирает «черный наряд» из шкафа, полного черных нарядов, затем переходит к танцу, умоляя Круса не увольнять его.

## Живое выступление
Крус исполнил песню на The Tonight Show with Jay Leno и во время финала второго сезона The Voice of Holland. Он также исполнил это на торжественном запуске NET. TV в 2013 году вместе с Break Your Heart.

## Каверы
Шотландская хэви-метал-группа Alestorm записала кавер на эту песню на своем студийном альбоме Sunset on the Golden Age.
Российская пост-хардкор-группа Rave-UP! сделала кавер на эту песню.

## Список композиций
- Digital download

1. «Hangover» — 4:03

- German CD single[1]

1. «Hangover» — 4:03
2. «Hangover» (No Rap) — 4:00

- Digital download[2]

1. «Hangover» — 4:03
2. «Hangover» (Laidback Luke Extended Remix) — 5:31
3. «Hangover» (Laidback Luke Dub Remix) — 5:20
4. «Hangover» (Hardwell Extended Remix) — 5:50
5. «Hangover» (Stinkahbell Remix) — 3:47

- Digital download — EP[3]

1. «Hangover» (Laidback Luke Extended Remix) — 5:31
2. «Hangover» (Laidback Luke Dub Remix) — 5:20
3. «Hangover» (Hardwell Remix Radio Edit) — 3:12
4. «Hangover» (Hardwell Extended Remix) — 5:50
5. «Hangover» (Hardwell Instrumental) — 5:50
6. «Hangover» (Jump Smokers Radio Edit) — 3:29
7. «Hangover» (Jump Smokers Extended Mix) — 4:26
8. «Hangover» (Jump Smokers Instrumental) — 4:24

## Сертификаты и продажи
| Chart (2011-12)                          | Peak position |
| ---------------------------------------- | ------------- |
| Австралия (ARIA)                         | 3             |
| Австрия (Ö3 Austria Top 40)              | 1             |
| Бельгия/Фландрия (Ultratop 50)           | 12            |
| Бельгия/Валлония (Ultratop 50)           | 13            |
| Канада (Billboard Canadian Hot 100)      | 13            |
| Чехия (Rádio — Top 100)                  | 14            |
| Дания (Tracklisten)                      | 15            |
| Финляндия (Suomen virallinen lista)      | 8             |
| Франция (SNEP)                           | 8             |
| Германия (GfK)                           | 2             |
| Венгрия (Dance Top 40)                   | 12            |
| Венгрия (Single Top 40)                  | 5             |
| Ирландия (IRMA)                          | 22            |
| Нидерланды (Dutch Top 40)                | 5             |
| Нидерланды (Single Top 100)              | 12            |
| Новая Зеландия (Recorded Music NZ)       | 10            |
| Норвегия (VG-lista)                      | 3             |
| Romania (Romanian Top 100)               | 65            |
| Россия (TopHit)                          | 12            |
| Шотландия (OCC Scotland)                 | 17            |
| South Korea International Singles (Gaon) | 63            |
| Испания (PROMUSICAE)                     | 29            |
| Швеция (Sverigetopplistan)               | 14            |
| Швейцария (Schweizer Hitparade)          | 1             |
| Великобритания (OCC UK Hip Hop/R&B)      | 9             |
| Великобритания (OCC UK Singles)          | 27            |
| Украина (TopHit)                         | 55            |
| США (Billboard Hot 100)                  | 62            |
| США (Billboard Dance Club Songs)         | 2             |
| США (Billboard Pop Airplay)              | 37            |
| США (Billboard Rhythmic)                 | 37            |

| Chart (2011)                      | Position |
| --------------------------------- | -------- |
| Australia (ARIA)                  | 56       |
| Austria (Ö3 Austria Top 40)       | 28       |
| Germany (Official German Charts)  | 23       |
| Hungary (Dance Top 40)            | 95       |
| Switzerland (Schweizer Hitparade) | 47       |

| Chart (2012)                      | Position |
| --------------------------------- | -------- |
| Australia (ARIA)                  | 95       |
| Austria (Ö3 Austria Top 40)       | 25       |
| Belgium (Ultratop Flanders)       | 87       |
| Belgium (Ultratop Wallonia)       | 75       |
| Canada (Canadian Hot 100)         | 77       |
| France (SNEP)                     | 75       |
| Germany (Official German Charts)  | 32       |
| Hungary (Dance Top 40)            | 46       |
| Hungary (Rádiós Top 40)           | 86       |
| Italy (FIMI)                      | 77       |
| Netherlands (Dutch Top 40)        | 41       |
| Netherlands (Single Top 100)      | 59       |
| Russia Airplay (TopHit)           | 77       |
| Sweden (Sverigetopplistan)        | 89       |
| Switzerland (Schweizer Hitparade) | 14       |
| Ukraine Airplay (TopHit)          | 83       |
| US Dance Club Songs (Billboard)   | 20       |

| Регион | Сертификация  | Продажи   |
| --- | ------------- | --------- |
| Австралия (ARIA) | 4× Платиновый | 280 000^  |
| Австрия (IFPI Austria) | 2× Платиновый | 60 000*   |
| Бельгия (BEA) | Золотой       | 15 000*   |
| Дания (IFPI Danmark) | Золотой       | 15 000^   |
| Германия (BVMI) | 2× Платиновый | 600 000   |
| Италия (FIMI) | Платиновый    | 70 000    |
| Новая Зеландия (RMNZ) | Золотой       | 7500*     |
| Швеция (GLF) | 2× Платиновый | 80 000    |
| Швейцария (IFPI Switzerland) | 3× Платиновый | 90 000^   |
| Стриминг |               |           |
| Дания (IFPI Danmark) | 2× Платиновый | 1 800 000 |
| * Данные о продажах приведены только на основе сертификации. · ^ Данные о тиражах приведены только на основе сертификации. · Данные о продажах + прослушиваниях приведены только на основе сертификации. · Данные только о прослушиваниях приведены на основе сертификации. |               |           |

## Хронология релиза
| Регион         | Дата            | Формат                            |
| -------------- | --------------- | --------------------------------- |
| США            | 4 октября 2011  | Digital download                  |
| США            | 18 октября 2011 | Rhythmic contemporary radio       |
| Германия       | 18 октября 2011 | Digital download                  |
| Германия       | 26 октября 2011 | CD single                         |
| Весь мир       | 7 октября 2011  | Digital Download                  |
| Весь мир       | 16 декабря 2011 | Digital Download — The Remixes EP |
| Великобритания | 4 марта 2012    | Digital download                  |